# Zbigniew Penherski
Zbigniew Penherski (født 26. januar 1935 i Warsawa, Polen - død 4. februar 2019) var en polsk komponist.
Penherski studerede komposition på Musikkonservatoriet i Poznan (1955-1956), og på Musikkonservatoriet i Warsawa (1956-1959). Han opnåede herefter at studere på et stipendium i Utrecht på Instituttet for Sonologi (1969). Penherski har skrevet en symfoni, orkesterværker, kammermusik, operaer, og musik til radioen etc.

## Udvalgte værker
- Lille efterårs Symfoni (2006) - for orkester
- Human musik (1963) - for orkester
- Perines Tusmørke (1972) - opera
- Mazuriske Krøniker II (1973) - for bånd og orkester
- Skotske Krøniker (1987) - for orkester
- Strygespil (1980) - for strygeorkester